# Taks-slægten
Taks (Taxus) er en slægt med ca. 10 arter, som er udbredt på den Nordlige halvkugle og bjergegne i Mellemamerika og Sydøstasien. For det meste er arterne knyttet til busklaget i skovene, men enkelte steder har de også del i selve kronetaget. Det er stedsegrønne buske eller træer med nåleformede blade og kogler, der ligner bær, fordi de er omgivet af et saftigt frugtkød. Alle taksarter er stærkt giftige for både husdyr og mennesker.
| Beskrevne arter |

- Almindelig taks (Taxus baccata)
- Japansk taks (Taxus cuspidata)

| Andre arter |

- Taxus brevifolia
- Taxus canadensis
- Taxus floridana
- Taxus fuana
- Taxus globosa
- Taxus sumatrana
- Taxus wallichiana

| Hybrider |

- Taxus x media